# ジョン・ペリー・バーロウ
ジョン・ペリー・バーロウ（John Perry Barlow, 1947年10月3日 - 2018年2月7日）は、アメリカ合衆国の詩人、エッセイスト、元牧場主、政治活動家、作詞家。電子フロンティア財団共同設立者、副議長。ワイオミング州サブレット郡生まれ。
1969年にウェズリアン大学で比較宗教学の学位を取得。1971年にワイオミングで畜産業 Bar Cross Land and Livestock Company を開業し、1988年に売却。作詞家としても活動し、1971年から1995年までグレイトフル・デッドに歌詞を提供した。
1986年にオンラインコミュニティ WELL に加入。それを通じて知り合ったミッチ・ケイパー、ジョン・ギルモアらとともに、1990年に電子フロンティア財団（EFF）を設立した。EFF はサイバー空間の自由と公正を保障する目的で設立された非営利団体で、1990年に起きたスティーブ・ジャクソン・ゲームズ（SJG）へのシークレットサービスの強制捜査を契機に設立された。EFF は SJG に対し支援を行い、SJG はシークレットサービスに対する訴訟で1993年に勝訴した。
1996年2月にインターネット上の猥褻情報を規制する Communications Decency Act（CDA, 通称・通信品位法）が米議会で可決されると、バーロウはスイス・ダボスにてサイバースペース独立宣言（A Declaration of the Independence of Cyberspace）を発表し、法案成立に抗議を行った。
2002年エンロンなどのコンサルタントをしていたが、意図的な不正ではなく希望的盲目だった。
2018年2月7日にサンフランシスコの自宅で死去。